# Masahiko Kimura (fotbollsspelare)
Masahiko Kimura (木村 允彦 Kimura Masahiko?), född 1 oktober 1984 i Hiroshima prefektur, är en japansk före detta fotbollsspelare.
Kimura började sin karriär 2007 i FC Gifu. 2008 flyttade han till Fagiano Okayama. Han avslutade karriären 2010.